# Claude Bourquard
Claude Bourquard, né le 5 mars 1937 à Belfort , est un escrimeur français.
Il a suivi sa formation à l'Asmb escrime le club d'escrime de Belfort.

## Palmarès
- Jeux olympiques
  -  médaillé de bronze en équipe à l'épée aux Jeux olympiques d'été de 1964 à Tokyo, Japon.
- Championnats du monde
  -  3e par équipe à l'épée aux championnats du monde d'escrime 1959
  -  vice-champion du monde par équipe à l'épée aux championnats du monde d'escrime 1961
  -  champion du monde par équipe à l'épée aux championnats du monde d'escrime 1962
  -  vice-champion du monde par équipe à l'épée aux championnats du monde d'escrime 1963
  -  champion du monde par équipe à l'épée aux championnats du monde d'escrime 1965
  -  champion du monde par équipe à l'épée aux championnats du monde d'escrime 1966
  -  vice-champion du monde individuel à l'épée aux championnats du monde d'escrime 1966 (Moscou)
  -  vice-champion du monde par équipe à l'épée aux championnats du monde d'escrime 1967